# Namibia Statistics Agency

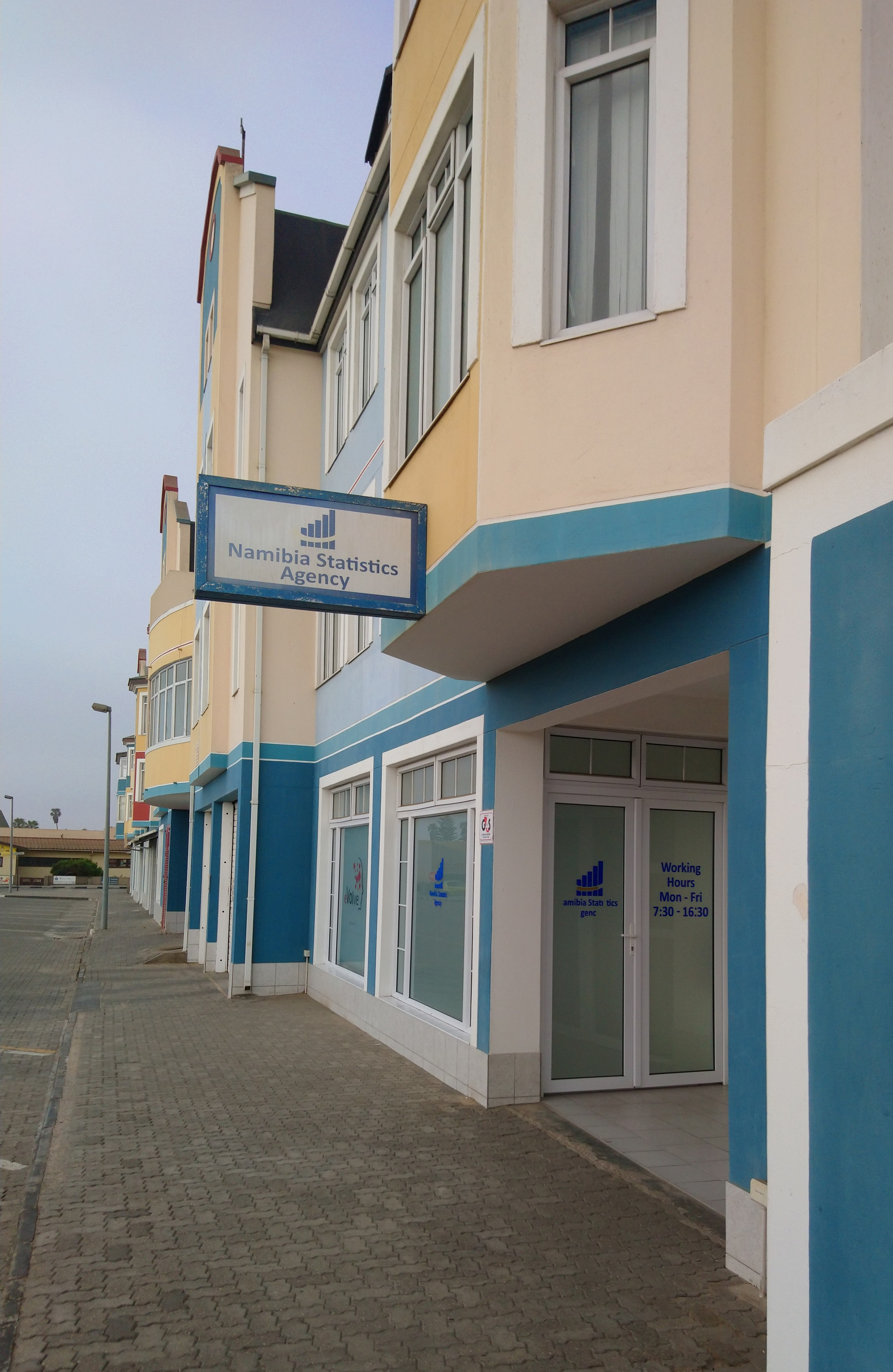
Büro der NSA in Swakopmund

Die Namibia Statistics Agency (NSA; deutsch etwa Namibische Statistikagentur), ehemals Central Bureau of Statistics (CBS) ist das statistische Amt der Republik Namibia mit Sitz in Windhoek.

## Geschichte
Vor der Unabhängigkeit Namibias 1990 bestand im Land kein eigenständiges statistisches Amt. Statistische Erhebungen wurden durch eine Abteilung der südafrikanischen South African Statistical Services durchgeführt. Nach der Unabhängigkeit wurde in Namibia das Central Statistical Office (‚Zentrales statistisches Büro‘) als statistisches Amt und Teil der NPC formiert. Mittlerweile wurde es in Central Bureau of Statistics umbenannt.
2011 wurde die NSA auf Grundlage des Statistics Act, 2011 (Act No 9 of 2011) formalisierte, nachdem es bereits mehrere Jahre bestand. Es ist der National Planning Commission (NPC) unterstellt.

## Rechtliche Grundlage
Das statistische Amt Namibias agierte bis 2011 auf Grundlage des Statistics Act, No 66 aus dem Jahre 1976. Da diese Anforderungen jedoch mehr als 35 Jahre als waren, wurde an einer neuen rechtlichen Grundlagen gearbeitet. Dieser Statistics Bill wurde von 2010 bis 2011 in der namibischen Nationalversammlung diskutiert. Er sah vor allem auch die Gründung einer absolut unabhängigen Namibia Statistics Agency vor. Mit Verabschiedung des Statistics Act, 2011 (Act No 9 of 2011) wurde diese formal umgesetzt.

## Aufgaben und Organisation
Der Hauptaufgabenbereich liegt in der Erstellung, Veröffentlichung und Bereitstellung von objektiven, relevanten, vergleichbaren, vertrauenswürdigen, zeitlich und einfach abrufbaren offiziellen Statistiken in allen Bereichen die im nationalen Interesse sind. Zudem obliegt der NSA der Koordinierung und Überwachung der Erstellung aller amtlichen Statistiken.
Die NSA wird von einem Regierungsstatisker, derzeit F.S.M. Hangula, geleitet. 

## Statistische Informationen
Die NSA veröffentlicht regelmäßig verschiedene statistische Informationen. Diese werden unter anderem auch im internationalen DevInfo und GeoNetwork opensource veröffentlicht.

### Ökonomische Daten
Im Bereich der ökonomischen Daten werden vor allem Statistiken zur Landwirtschaft, Preisen, Außenhandel und volkswirtschaftlichen Gesamtrechnung veröffentlicht. 
- Volkswirtschaftliche Gesamtrechnung (National Accounts): quartalsweise Veröffentlichung sowie mehrjährige Zusammenfassung (Beispiel 2000–2009)
- Jährliche landwirtschaftliche Erhebung (Annual Agricultural Surveys) und industrielle Statistiken
- Verbraucherpreisindex und Inflation (Namibia Consumer Price Index (NCPI)): monatliche Veröffentlichung seit Februar 2005; folgt auf dem seit Januar 1993 bestehenden Interim Consumer Price Index for Windhoek[5]
- Außenhandel: Veröffentlichung quartalsweise

### Soziodemografische Daten und Kartographie
Die Abteilung beschäftigt sich mit der Soziodemographie in Namibia.
- Demographie
- Sozial
- Erhebungen und Kartographie

Die Haupterhebungen umfassen den Namibia Household Income and Expenditure Survey (NHIES) sowie Namibia Inter-censal Demographic Survey (NIDS) (jeweils alle fünf Jahre) sowie den Zensus (alle 10 Jahre).